# Kvalifikacija za Millstreet
Kvalifikacija za Millstreet (en français : Qualification pour Millstreet) fut la présélection pour le Concours Eurovision de la chanson 1993. Elle détient la particularité d’avoir été la toute première présélection de l’histoire du concours. 
Kvalifikacija za Millstreet se déroula le samedi 3 avril 1993, à Ljubljana, en Slovénie, et se conclut par la qualification de la Bosnie-Herzégovine, de la Croatie et de la Slovénie.

## Organisation
À la suite de la chute du Rideau de fer et de la dislocation de la Yougoslavie, le nombre de pays désireux de participer au concours crût fortement. Pour la deuxième année consécutive, l’UER élargit le nombre maximum de pays participants, le faisant passer de vingt-trois à vingt-cinq. La Yougoslavie ayant été exclue, seuls les vingt-deux autres pays ayant participé à l’édition 1992 du concours obtinrent d’emblée une place en finale.  L’UER décida que les trois dernières places seraient attribuées via une présélection, qui serait organisée par la télévision publique slovène.

## Pays participants
Sept pays participèrent à Kvalifikacija za Millstreet : la Bosnie-Herzégovine, la Croatie, l’Estonie, la Hongrie, la Roumanie, la Slovaquie et la Slovénie. Aucun de ces pays n’avait encore pris part au concours.
En plus de ces sept pays, Kvalifikacija za Millstreet fut également diffusé au Danemark, à Chypre, en Espagne et au Portugal.

## Format
La présélection eut lieu dans le Studio 1 de la Radiotelevizija Slovenija, à Ljubljana. 
La scène comportait trois podiums de forme rectangulaire. Chaque podium avait un plancher en plexiglas et était illuminé de néons bleus. Le podium de gauche était destiné à la présentatrice et jouxtait un mur d'écrans. Les deux autres podiums, encastrés l'un dans l'autre, accueillaient les artistes. Le décor se composait de parallélépipèdes blancs pourvus de néons bleus et de surfaces réfléchissantes, d'une grille métallique portant des néons bleus et de cubes blancs suspendus. L'orchestre prit place sur un podium séparé, à gauche de la scène.
La présentatrice de la soirée fut Tajda Lekše. Elle s’exprima en slovène, en anglais et en français.
L'orchestre fut dirigé par Petar Ugrin et Mojmir Sepe. 
Le programme dura près d’une heure et trente-six minutes.

## Ouverture et cartes postales
L’ouverture fut une vidéo montrant des vues touristiques de la Slovénie.
Les cartes postales débutaient par un carton, sur lequel figuraient le drapeau du pays participant, son nom, le titre de la chanson et les noms de ses auteurs et compositeurs. Le drapeau s'élargissait ensuite, lançant une vidéo touristique sur le pays. Enfin, Tajda Lekše présentait les artistes, le thème de la chanson et le chef d'orchestre.
La carte postale de la Bosnie-Herzégovine montrait des images de la guerre tournées quelques jours avant la présélection, montrant des bâtiments détruits et des chars dans des villes bosniaques.

## Chansons
Sept chansons concoururent pour une qualification en finale du Concours Eurovision de la chanson 1993. 

## Chefs d'orchestre
| Esad Arnautalić      | Andrej Baša | Peeter Lilje | Petar Ugrin          | George Natsis | Vladimir Valovič |
| -------------------- | ----------- | ------------ | -------------------- | ------------- | ---------------- |
| - Bosnie-Herzégovine | - Croatie   | - Estonie    | - Hongrie - Slovénie | - Roumanie    | - Slovaquie      |

## Seconde prestation
Après leur première prestation, les artistes participants revinrent sur scène pour interpréter une chanson de leur répertoire. 
| Ordre | Pays               | Langue   | Artiste(s)      | Chanson                   | Traduction française               |
| ----- | ------------------ | -------- | --------------- | ------------------------- | ---------------------------------- |
| 01    | Bosnie-Herzégovine | Bosnien  | Fazla           | Kiša ruši grad            | La pluie détruit la ville          |
| 02    | Croatie            | Croate   | Put             | Mom zavičaju              | Ma patrie                          |
| 03    | Estonie            | Anglais  | Janika Sillamaa | I Live For Your Love      | Je vis pour ton amour              |
| 04    | Hongrie            | Hongrois | Andrea Szulák   | Don’t Wanna Stop My Clock | Je ne veux pas arrêter mon horloge |
| 05    | Roumanie           | Roumain  | Dida Drăgan     | Blestem (The Curse)       | La malédiction                     |
| 06    | Slovénie           | Slovène  | 1X Band         | Novo jutro                | Nouveau matin                      |
| 07    | Slovaquie          | Slovaque | Elán            | Od Tatier k Dunaju        | Du Danube aux Tatras               |

## Green room
Durant le vote, la caméra fit de nombreux plans sur les artistes à l’écoute des résultats, dans la green room. Tous apparurent à l'écran. 

## Vote
Le vote fut décidé entièrement par un jury de professionnels. Chaque pays envoya un juré à Ljubljana. Chaque juré devait attribuer 5, 6, 7, 8, 10 et 12 points à ses six chansons préférées. Les points furent ensuite énoncés, face caméra, par chaque juré, dans l’ordre ascendant, de cinq à douze.
Le jury était présidé par le superviseur de l'UER, Frank Naef. Ce fut sa dernière apparition au concours en tant que superviseur. Aux salutations de Tajda Lekše, il répondit par de très vifs remerciements, au nom de l'UER, à la télévision publique slovène pour l'excellence de la production et la perfection de l'organisation.
Le vote se conclut par la qualification de la Bosnie-Herzégovine, de la Croatie et de la Slovénie.

## Résultats
Les artistes présélectionnés montèrent sur scène, sous les applaudissements du public. Les groupes Fazla et Put reçurent leur trophée des mains de Edo Brzin, le producteur exécutif de la présélection. Le groupe 1X Band reçut son trophée des mains de Frank Naef.
Seul le groupe slovène effectua la reprise de sa chanson.
Les quatre pays non qualifiés gardèrent leur droit à se présenter au concours 1994.
| Ordre | Pays               | Langue          | Artiste(s)      | Chanson                     | Traduction française                         | Place | Points |
| ----- | ------------------ | --------------- | --------------- | --------------------------- | -------------------------------------------- | ----- | ------ |
| 01    | Bosnie-Herzégovine | Bosnien         | Fazla           | Sva bol svijeta             | Toute la douleur du monde                    | 2     | 52     |
| 02    | Croatie            | Croate, anglais | Put             | Don't Ever Cry              | Ne pleure jamais                             | 3     | 51     |
| 03    | Estonie            | Estonien        | Janika Sillamaa | Muretut meelt ja südametuld | L'esprit sans chagrin et les flammes du cœur | 5     | 47     |
| 04    | Hongrie            | Hongrois        | Andrea Szulák   | Árva reggel                 | Matin solitaire                              | 6     | 44     |
| 05    | Roumanie           | Roumain         | Dida Drăgan     | Nu pleca                    | Ne t'en va pas                               | 7     | 38     |
| 06    | Slovénie           | Slovène         | 1X Band         | Tih deževen dan             | Un jour tranquille de pluie                  | 1     | 54     |
| 07    | Slovaquie          | Slovaque        | Elán            | Amnestia na neveru          | Amnestie pour l'infidélité                   | 4     | 50     |

## Tableau des votes
| Drapeau de la Bosnie-Herzégovine                  | Drapeau de la Croatie | Drapeau de l'Estonie | Drapeau de la Hongrie | Drapeau de la Roumanie | Drapeau de la Slovénie | Drapeau de la Slovaquie | Total |    |    |
| Pays                                              | Bosnie-Herzégovine    |                      | 5                     | 8                      | 10                     | 10                      | 7     | 12 | 52 |
| Pays                                              | Croatie               | 10                   |                       | 6                      | 12                     | 7                       | 8     | 8  | 51 |
| Pays                                              | Estonie               | 6                    | 8                     |                        | 8                      | 6                       | 12    | 7  | 47 |
| Pays                                              | Hongrie               | 7                    | 6                     | 12                     |                        | 8                       | 6     | 5  | 44 |
| Pays                                              | Roumanie              | 5                    | 12                    | 5                      | 5                      |                         | 5     | 6  | 38 |
| Pays                                              | Slovénie              | 8                    | 7                     | 10                     | 7                      | 12                      |       | 10 | 54 |
| Pays                                              | Slovaquie             | 12                   | 10                    | 7                      | 6                      | 5                       | 10    |    | 50 |
| Le tableau suit l'ordre de passage des candidats. |                       |                      |                       |                        |                        |                         |       |    |    |

- Jury